# Minnesota Twins
O Minnesota Twins é uma equipe profissional de beisebol sediada em Minneapolis, Minnesota, Estados Unidos que compete pela Liga Americana na Major League Baseball.
A franquia foi fundada em Washington D.C. em 1901 como Washington Senators. A equipe mudou-se para Minnesota e foi renomeada para Minnesota Twins no início da temporada de 1961. Os Twins jogaram no Metropolitan Stadium de 1961 a 1981 e no Hubert H. Humphrey Metrodome de 1982 a 2009 e atualmente no Target Field, onde estreou em 2010.  A franquia venceu a World Series em 1924 em Washington, e depois da mudança para Minnesota, voltou a vencer em duas ocasiões, 1987 e 1991.

## Camisas Aposentadas
| Ano  | Número | Membro           | Posição     | Carreira pela Equipe |
| ---- | ------ | ---------------- | ----------- | -------------------- |
| 1975 | 3      | Harmon Killebrew | LF-1B-3B    | 1954-1974            |
| 1987 | 29     | Rod Carew        | 1B-2B       | 1967-1978            |
| 1991 | 6      | Tony Oliva       | RF-DH-Coach | 1962-1976            |
| 1995 | 14     | Kent Hrbek       | 1B          | 1981-1994            |
| 1997 | 42     | Jackie Robinson  |             |                      |
| 1997 | 34     | Kirby Puckett    | CF          | 1984-1995            |
| 2011 | 28     | Bert Blyleven    | P           | 1970-1976/1985-1988  |
| 2012 | 10     | Tom Kelly        | Manager     | 1975/1983-2001       |
| 2019 | 7      | Joe Mauer        | C-1B        | 2004-2018            |
| 2022 | 36     | Jim Kaat         | P           | 1959-1973            |